# 中國共產黨紀律處分條例
《中国共产党纪律处分条例》是中國共產黨制定的有關黨紀的党内法规。1997年2月27日，中共中央印发《中国共产党纪律处分条例（试行）》。2004年2月18日又颁布了《中国共产党纪律处分条例》。2015年10月18日、2018年8月27日、2023年12月8日三次修訂。
其中提到中共的党纪处分共分5種，分別為黨內警告、严重警告、撤销党内职务、留党察看和开除党籍5种。其中受到黨內警告处分和严重警告的党员，一年内不得在中共党内提升职务和在党外担任高于其原职务的党外职务。党员如果受到撤销党内职务处分，二年内不得在党内担任和党外担任与其原任职务相当或者高于其原任职务的职务。留黨察看处分分为留党察看一年、留党察看二年。党员受留党察看处分期间，没有表决权、选举权和被选举权。党员受到留党察看处分,其党内外职务會被撤销。受到留党察看处分的党员會依表現恢復黨員權利或被開除。黨員恢复党员权利后二年内，不得在党内外担任与其原任职务相当或者高于其原任职务的职务。
《中国共产党纪律处分条例》并没有规定追究时效，因此无论违纪行为过去多久、是否超出中华人民共和国法律规定的追诉时效，纪检监察机关都应予以追究。